# Villa Rustica (Vicques JU)

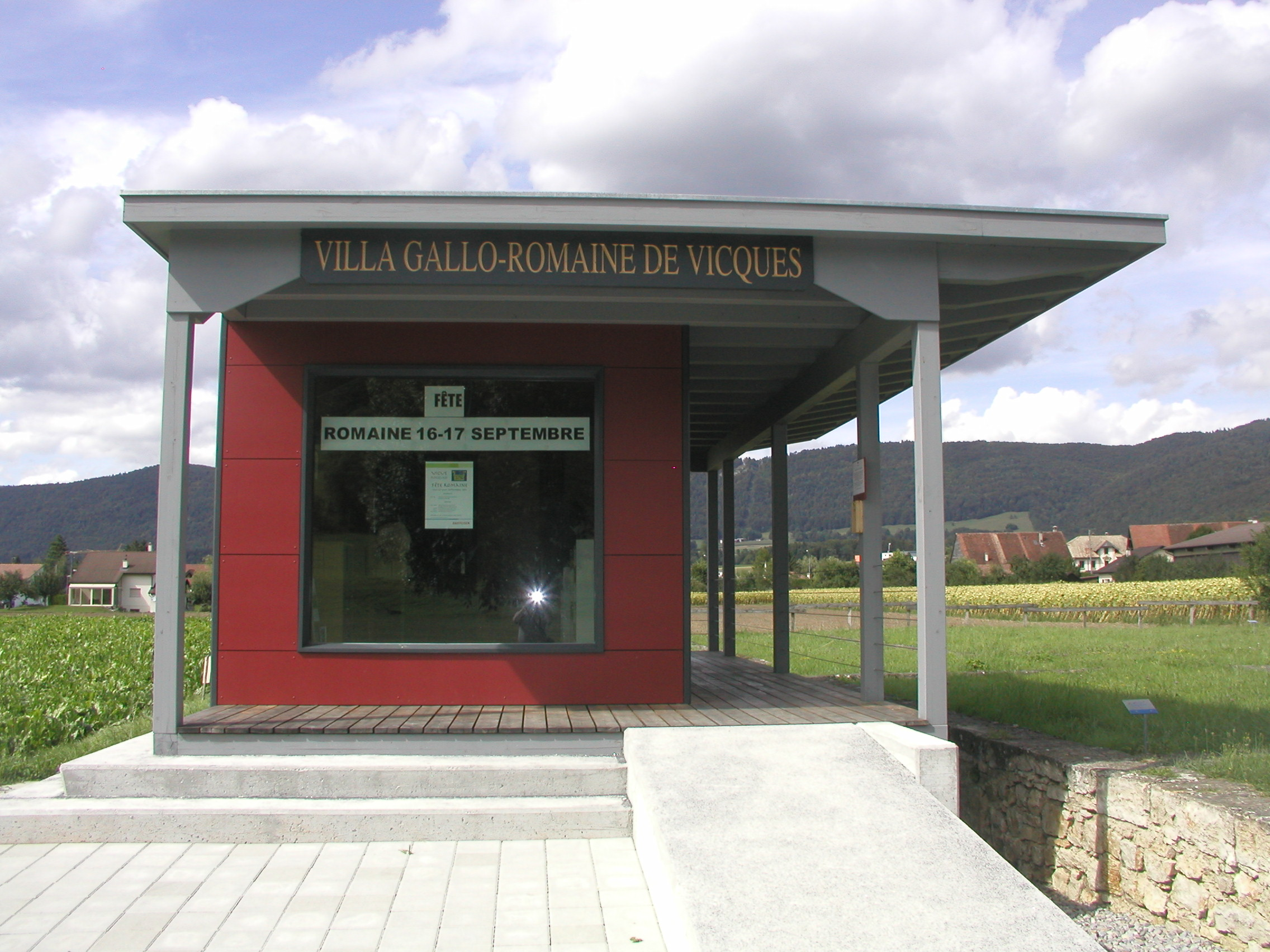
Pavillon mit Informationen zur Villa

Bei der Villa Rustica von Vicques handelt es sich um die Reste eines grossen römischen Gutshofes bei Vicques im Kanton Jura in der Schweiz.
Die Reste der Villa wurden schon zwischen 1844 und 1846 von Auguste Quiquerez teilweise ausgegraben, nach den Grabungen jedoch wieder zugedeckt. 1935 bis 1938 gab es dann erneute Ausgrabungen. 
Die Anlage war etwa 225 Meter breit und 375 Meter lang. Ganz im Süden, an einer der Kurzseiten der Anlage, stand das Herrenhaus, nördlich davor befand sich ein grosser Hof. Das Herrenhaus war etwa 32 mal 17,50 Meter gross. Ihm war ein kleinerer Hof mit Seitenflügeln vorgelagert. Eine Porticus befand sich zum grossen Hof hin. Westlich vom Herrenhaus und mit ihm durch die Porticus verbunden befand sich ein Bad. Es bestand aus drei Räumen, zwei von ihnen hatten ein Hypokaustum, ein Raum hatte ein Mosaik, ein weiterer war mit Juramarmor verkleidet. Diverse Wirtschaftsgebäude sind zum Teil nur von Sondierungen bekannt. 
Die Villa wurde vom ersten bis zum Beginn des vierten Jahrhunderts bewirtschaftet. Die Grundmauern des Herrenhauses sind heute am Boden sichtbar.